# 巴耶維斯塔 (新墨西哥州)
巴耶維斯塔（英語：Valle Vista）是位於美國新墨西哥州聖菲縣的普查規定居民點。

## 人口
根據2020年美國人口普查的數據，巴耶維斯塔的面積為0.69平方千米，皆為陸地。當地共有人口928人，而人口密度為每平方千米1,344.93人。